# Hecatera caduca
Hecatera caduca là một loài bướm đêm trong họ Noctuidae.